# Elefantskildpadde
Elefantskildpadde (Chelonoidis nigra) tilhører slægten Chelonoidis fra familien (Testudinidae). Der er beskrevet 15 underarter, af dem gælder dog fem som uddøde.

## Beskrivelse og adfærd
Elefantskildpadden lever  på Galápagosøerne, en øgruppe i Stillehavet. På de større øer med en frodig vegetation i regnfugtige, højtliggede områder lever underarter med kuppelformede skjolde. De mere med græs bevoksede flade øer, med en mager vegetation og et meget varmt, tørt klima, har de saddelformede skjolde. Øer med flere vegetationszoner er beboet af flere underarter. 
Underarten C. nigra abingdonii gælder som uddø den 24. juni 2012. Den sidste repræsentant var Lonesome George, han døde i Galapagos-Nationalpark ca. 100 år gammel. En intensiv eftersøgning på øen Pinta efter en artspartner førte ikke til flere eksemplarer af denne underart (Pritchard 2004). Der bestod en mulighed, på naboøen Isabela, hvor der allerede var fundet enkelte eksemplarer mit genetiske kendetegn af denne underart.
Vegetationsformen i habitatet af de enkelte underarter rækker fra tornbuske og Kaktus i det kystnære lavland, over buske og løvskov til tropiske skove med en tæt undervækst i de højere regioner. Adulte dyr foretrækker de frugtbare vegetationszoner. Hunnerne vandrer dog ud til de varme kystområder for at lægge æg, hvor også ungdyrene vokser op.
En af de første som besøgte øgruppen, naturforskeren Charles Darwin, har kommenteret følgende: «Disse dyr vokser til enorme størrelser. Flere tror de er så store at der kræves seks mennesker til at løfte dem fra skjoldet.» Dette er grunden til et fænomen på øen kaldes gigantisme, fravær af naturlig prædation. De største skildpaddere havde en overlevelsesfordel og ingen ulemper i eller i form af naturlige fjender.
Skilpadder er et planteædende dyr med en føde bestående af kaktus, græs, blade, lianer, og frugt. De foretrækker særlig frisk græs og "giftig æble", Hippomane mancinella) (giftig for mennesker), endemisk guava (Puidium galapageium) og bromeliad (Tillandsia insularis). Skilpadder æder store mængder mad når det er tilgængelig. Ved at hente det meste af dens vandforbrug fra dug og kaktusser i vegetationen, (specielt Opuntia Kaktus), kan skilpadderne gå i lange perioder uden at drikke.